# 中谷美保子
中谷 美保子（なかや　みほこ、1978年8月12日 - ）は、茨城県出身の日本の柔道家。52kg級の選手。

## 経歴
大島中学3年の時に全国中学校柔道大会52kg級に出場するが、決勝トーナメント1回戦で敗れた。土浦日大高校2年の時に全国高校選手権の52kg級決勝で夙川学院高校2年の長谷川円に敗れるも2位になった。3年の時には世界ジュニア代表選考会で長谷川を破って優勝した。続く世界ジュニアでは寝技を中心に決勝まで勝ち上がると、ベルギーの選手との対戦では効果と有効を先取されるものの終盤に一本背負い投げで技ありを取って逆転勝ちでの優勝を飾った。なお、インターハイ団体戦には出場しなかったが、高校生ながらアトランタオリンピックに出場した中谷の同級生の一見理沙などの活躍によりチームも優勝した。1997年には横浜国立大学へ入学すると、1年の時には全国女子体重別で3位に入った。その後は際立った活躍が見られず、引退した。

## 主な戦績
- 1996年 -　全国高校選手権　2位
- 1996年 -　世界ジュニア代表選考会　優勝
- 1996年 -　世界ジュニア　優勝
- 1997年 -　全国女子体重別　3位

（出典、JudoInside.com）